# Revdita
La revdita és un mineral de la classe dels silicats. Rep el nom per la ciutat minera de Revda, a Rússia, a prop de la localitat on va ser descoberta.

## Característiques
La revdita és un silicat de fórmula química Na16Si16O27(OH)26·28H₂O. Va ser aprovada com a espècie vàlida per l'Associació Mineralògica Internacional l'any 1979, i la primera publicació data del 1980. Cristal·litza en el sistema monoclínic. La seva duresa a l'escala de Mohs és 2.
Segons la classificació de Nickel-Strunz, la revdita pertany a «09.DM - Inosilicats amb 6 cadenes senzilles periòdiques» juntament amb els següents minerals: stokesita, calciohilairita, hilairita, komkovita, sazykinaïta-(Y), pyatenkoïta-(Y), gaidonnayita, georgechaoïta, chkalovita, vlasovita, scheuchzerita i terskita.

## Formació i jaciments
Va ser descoberta al mont Karnasurt, al districte de Lovozero (óblast de Múrmansk, Rússia). També ha estat descrita en altres indrets del país, així com al Canadà i els Estats Units.